# Arquitectura de Luxemburg
L'arquitectura de Luxemburg, probablement es remunta als trèvers, una tribu cèltica que va prosperar al segle I abans de Crist. Poques ruïnes romanen des de l'ocupació romana, però les aportacions més significatives en els segles han estat els castells i les esglésies del país. Avui dia existeix un apogeu arquitectònic autèntic amb la prosperitat econòmica de Luxemburg que proporciona una base per a l'evolució de les finances, els sectors de la Unió Europea i centres culturals amb una sèrie d'edificis de qualitat mundial.

## Els inicis
L'arquitectura de Luxemburg sembla tenir els seus orígens al primer o segon segle abans de Crist, quan els trèvers, una pròspera tribu cèltica, va desenvolupar un oppidum a Titelberg en la part sud-occidental del país. Els romans, que van ocupar la zona del 53 aC fins a mitjan segle v, van ser els responsables de les restes d'una sèrie de vil·les a tot el país, especialment a Echternach, Mamer i Goeblange. El jaciment d'Echternach cobreix una àrea enorme (118 per 62 metres) a on n'hi havia una luxosa mansió a la ratlla de l'any 70, amb quaranta habitacions -més tard seixanta- habitacions. Tenia banys termals, un sistema d'escalfament d'aigua, així com edificis addicionals que servien a la comunitat agrícola circumdant.

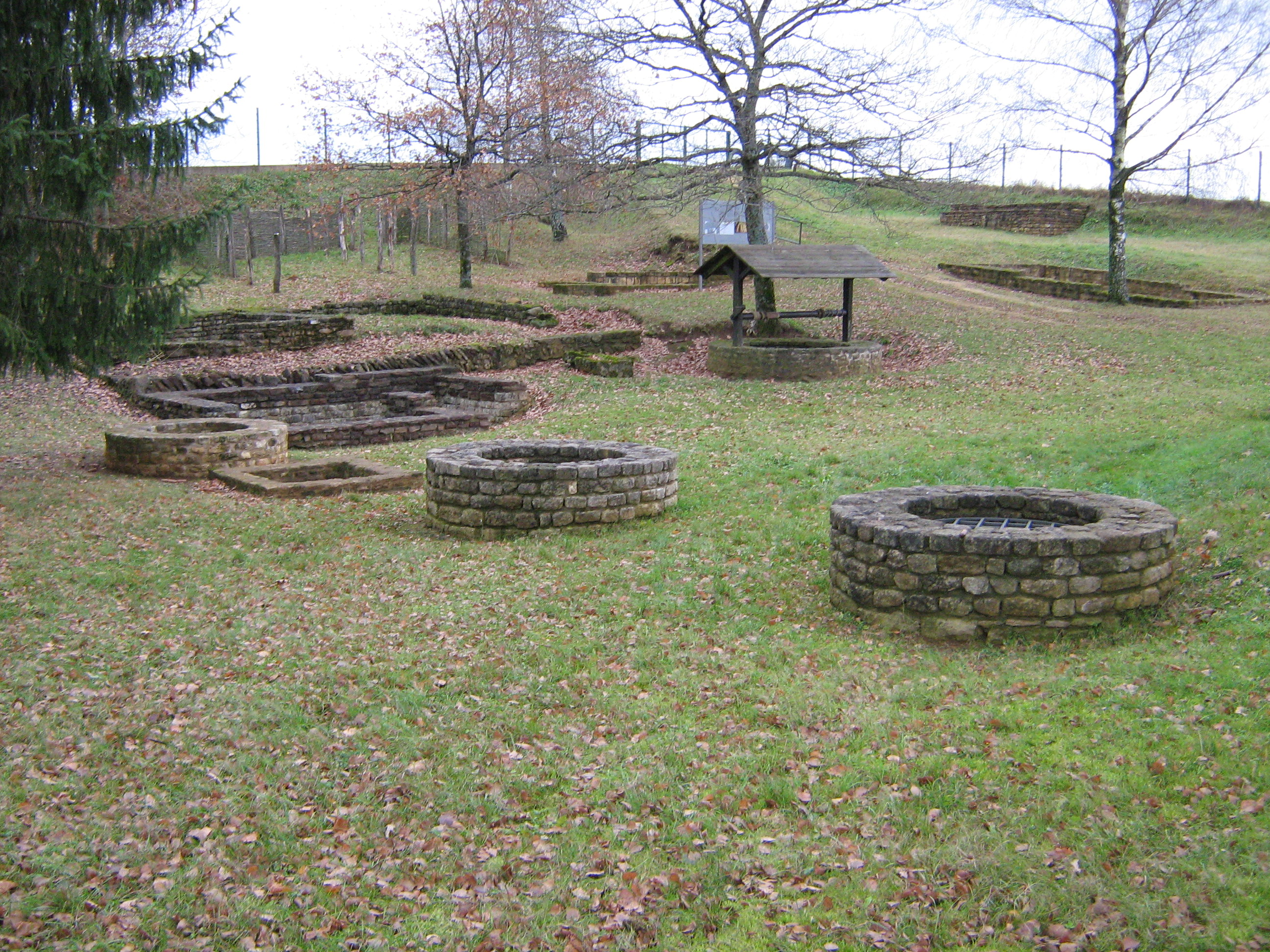
Jaciment de Titelberg
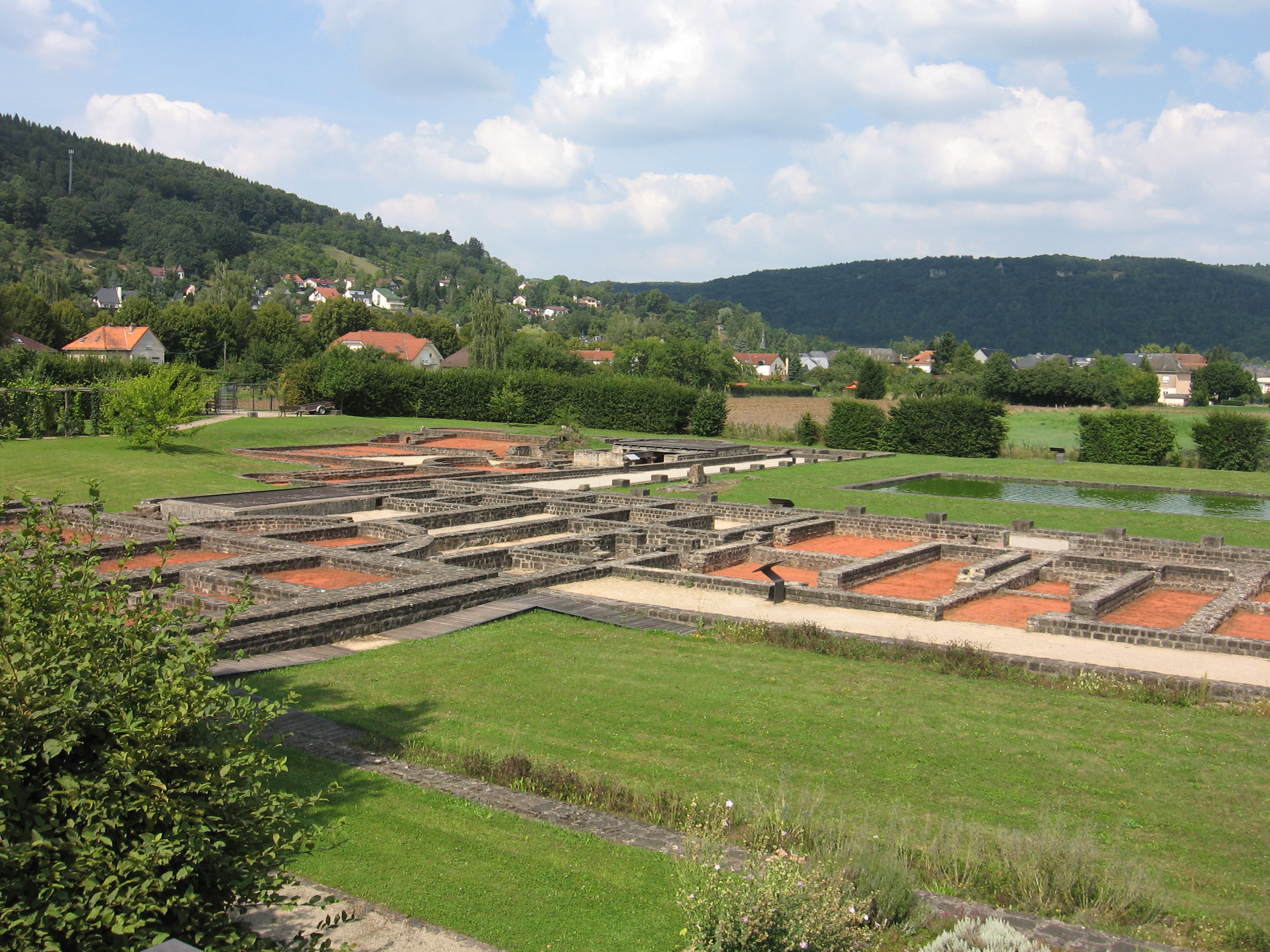
Ruïnes romanes d'Echternach
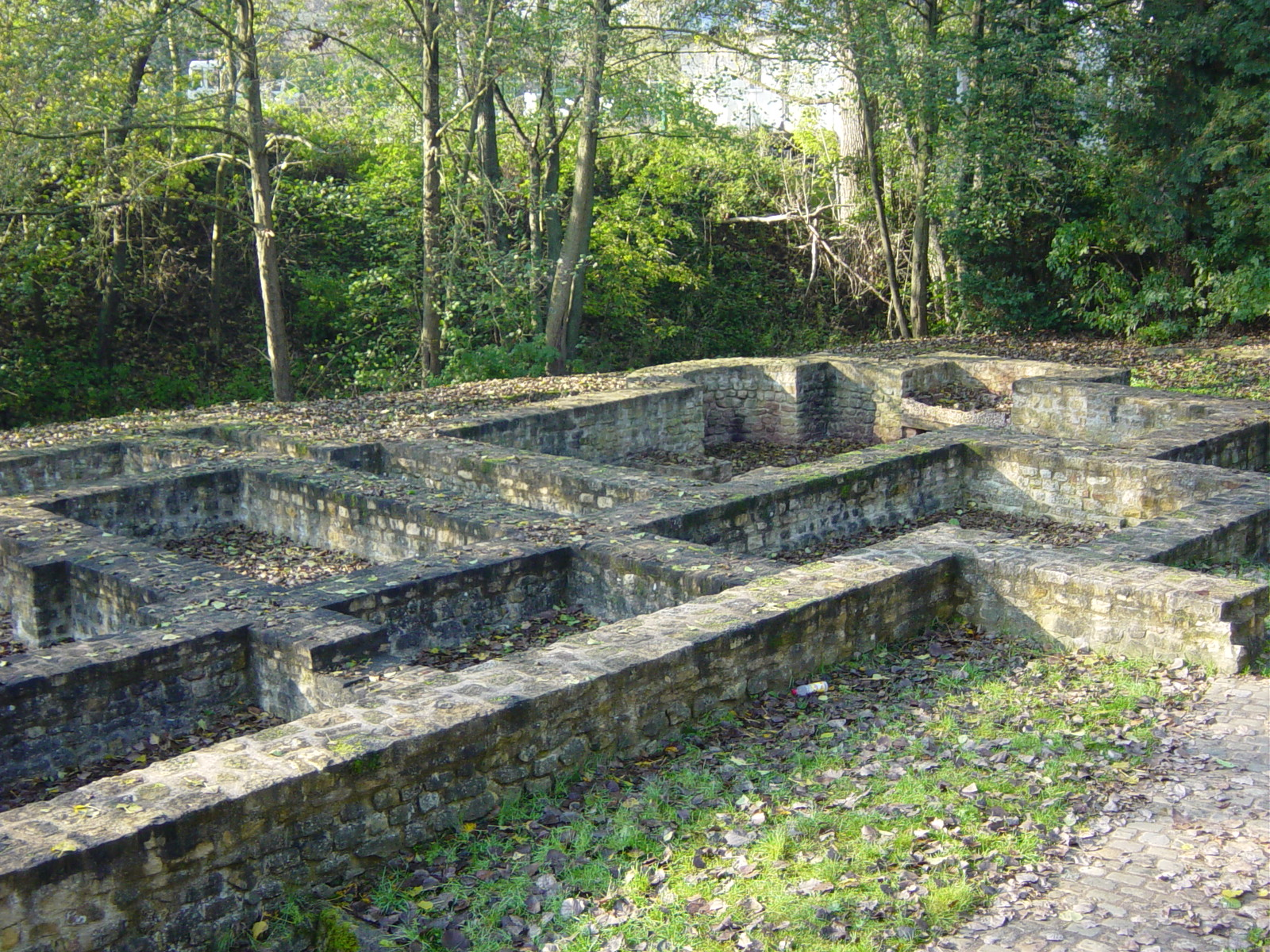
Bany romans de Mamer
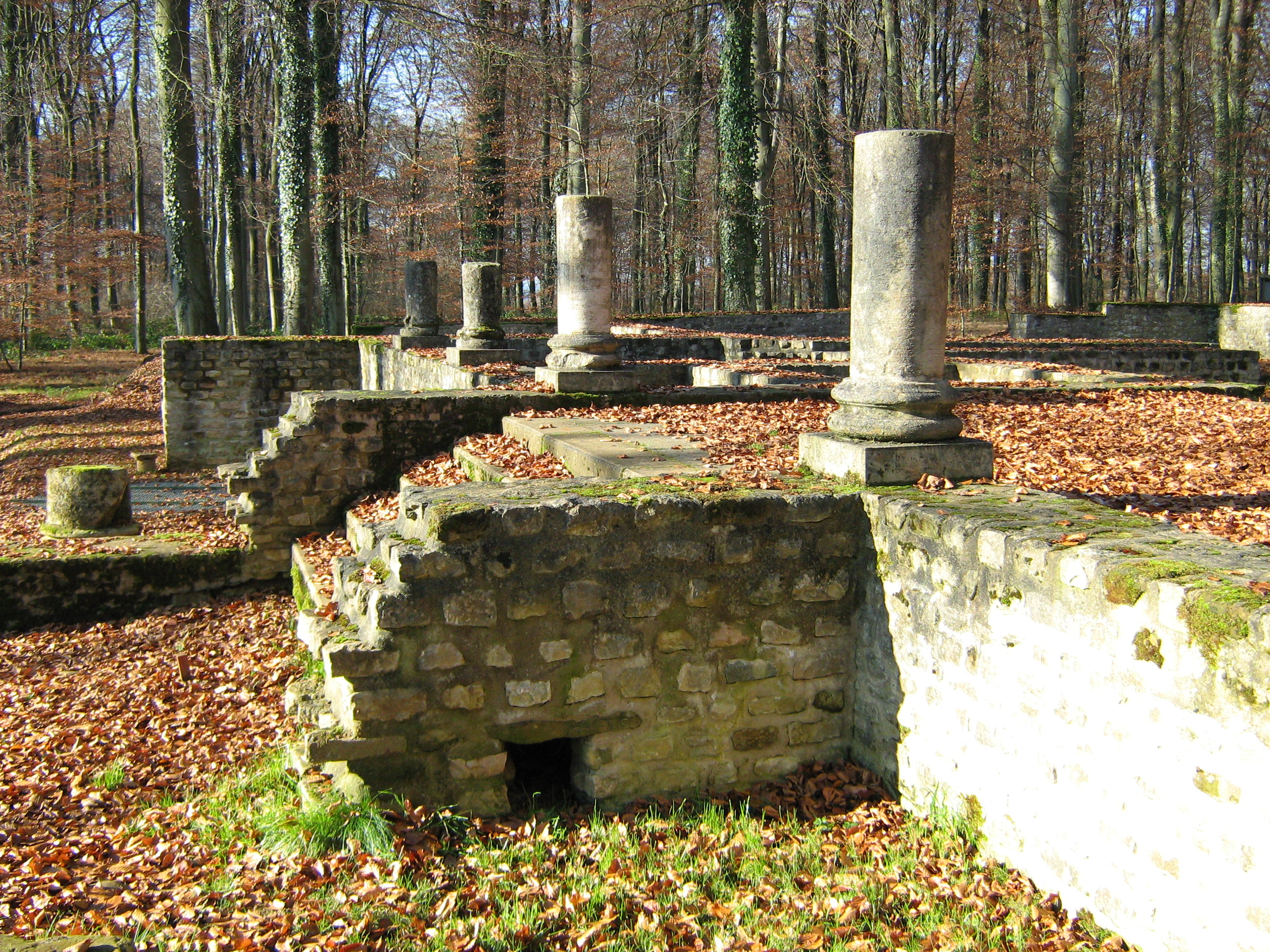
Vil·la romana de Goeblange

## Castells i Esglésies

### Castells
Un dels monuments més famosos del país, l'imponent Castell de Vianden, va ser construït entre els segles xi i xiii a l'indret d'un castellum gal·loromà. Inicialment concebut com una fortalesa, presenta una torre quadrada, una cuina, una capella i sales d'estar que es van afegir al voltant del 1100. Durant el segle xii, una nova torre que conté habitatges es va construir junt amb una prestigiosa nova capella decagonal. Per tal d'impressionar a la Casa de Luxemburg, els comtes de Vianden van construir un nou palau de dues plantes que mesura 10 per 13 metres a començaments del segle xiii, adjuntant-se a la capella pel mig d'una magnífica galeria. Les alteracions finals van tenir lloc a la meitat del segle xiii, quan l'arquitectura gòtica es va introduir en tot l'edifici.

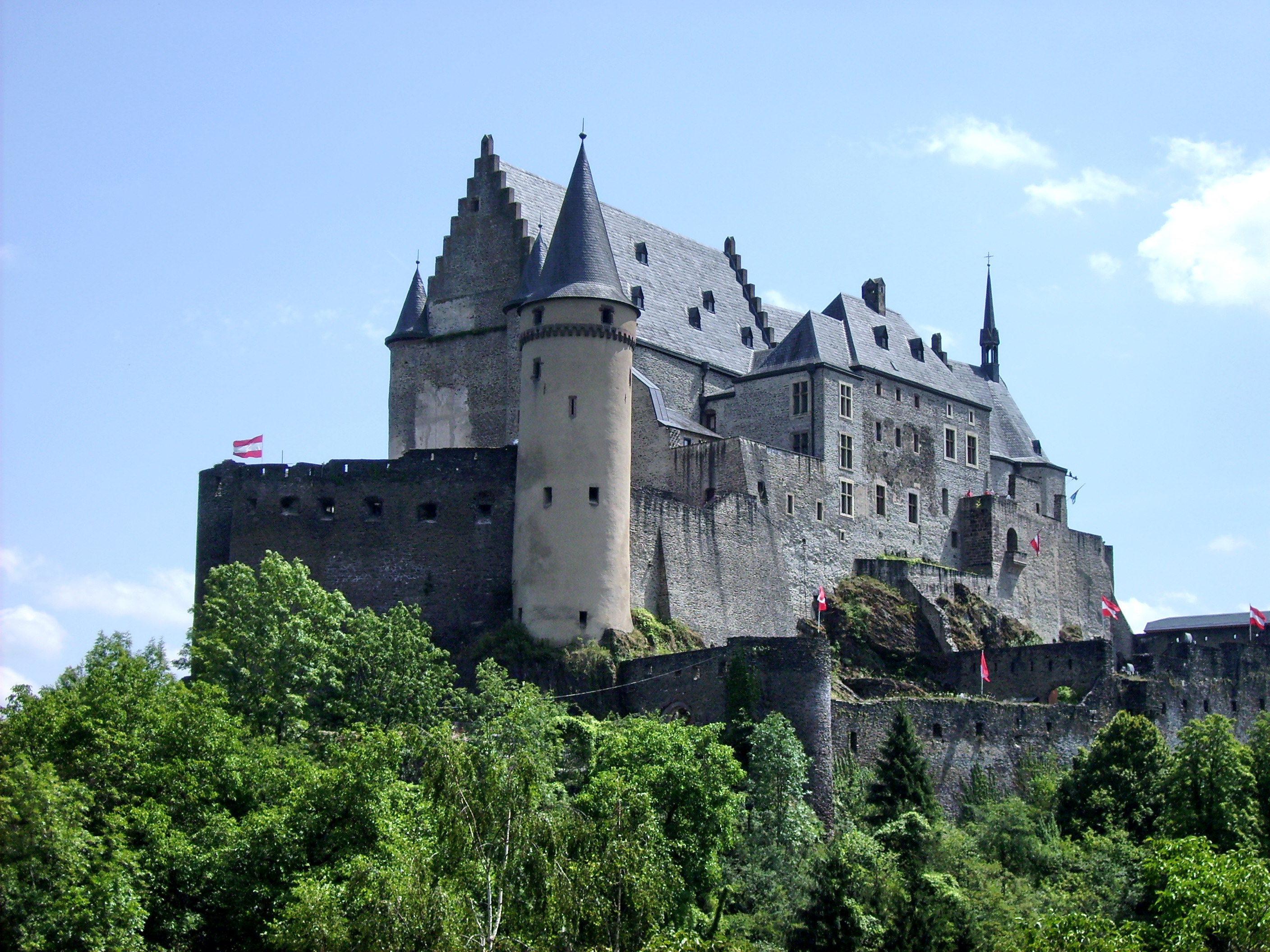
Castell de Vianden
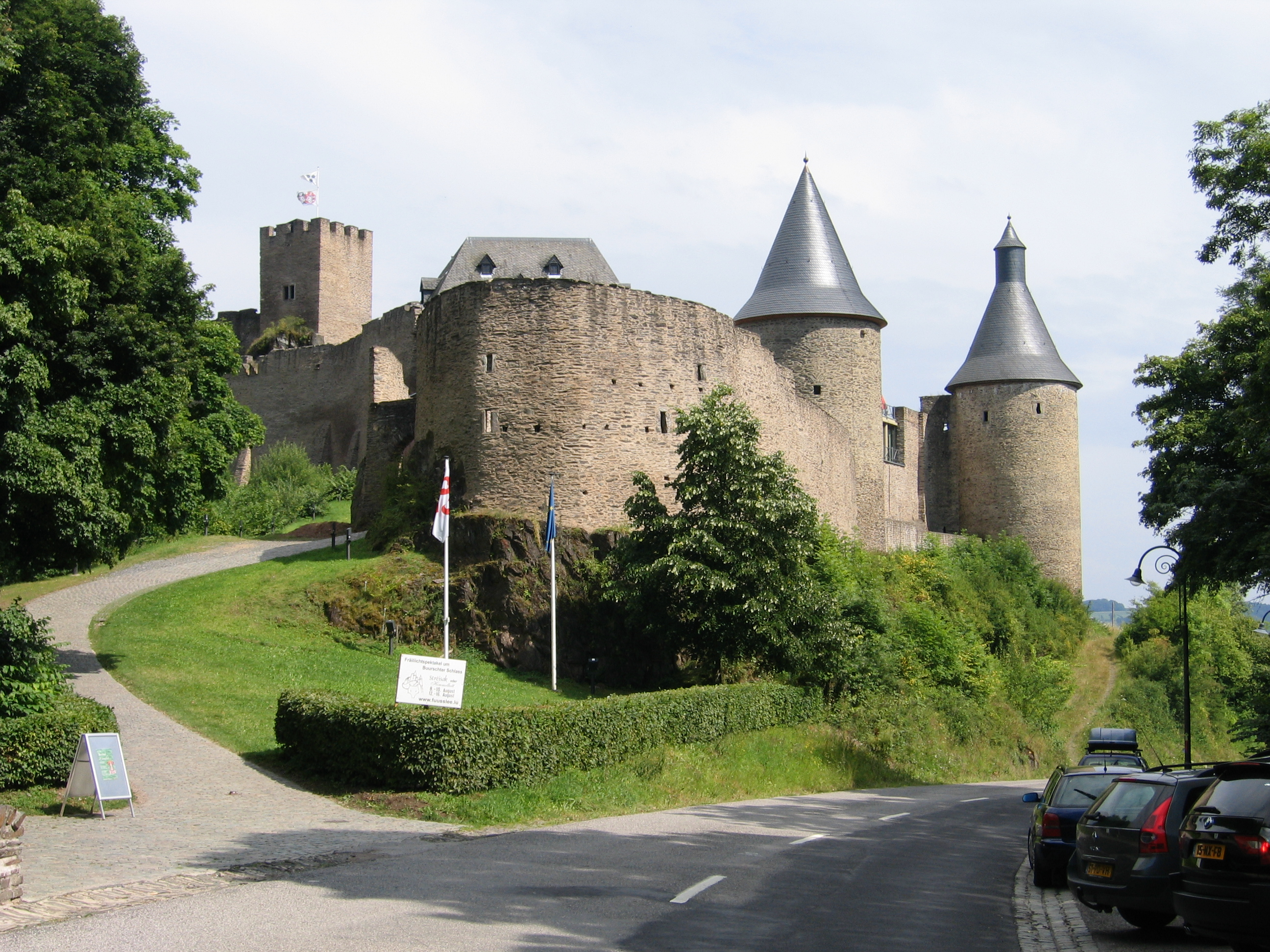
Castell de Bourscheid
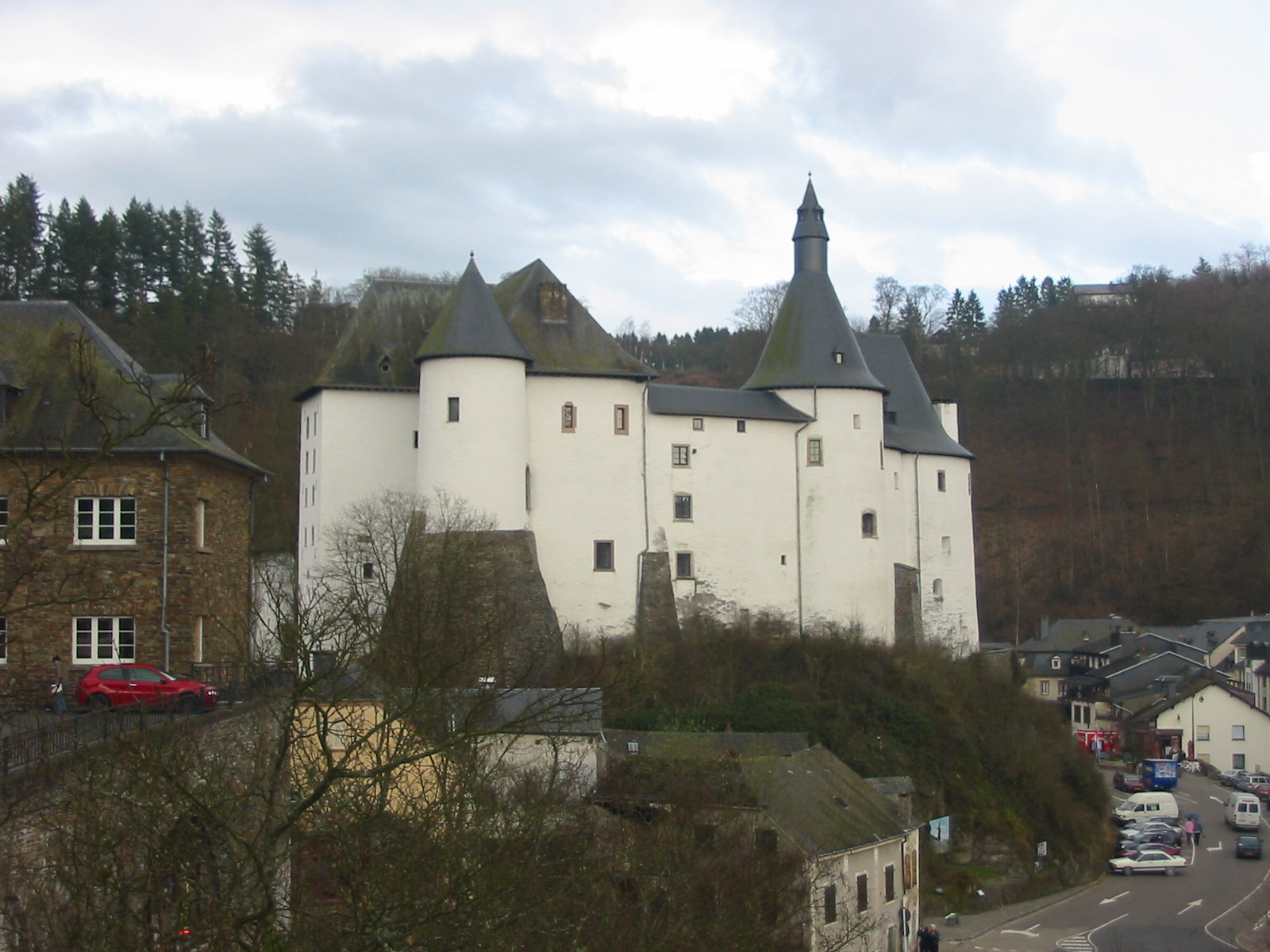
Castell de Clervaux
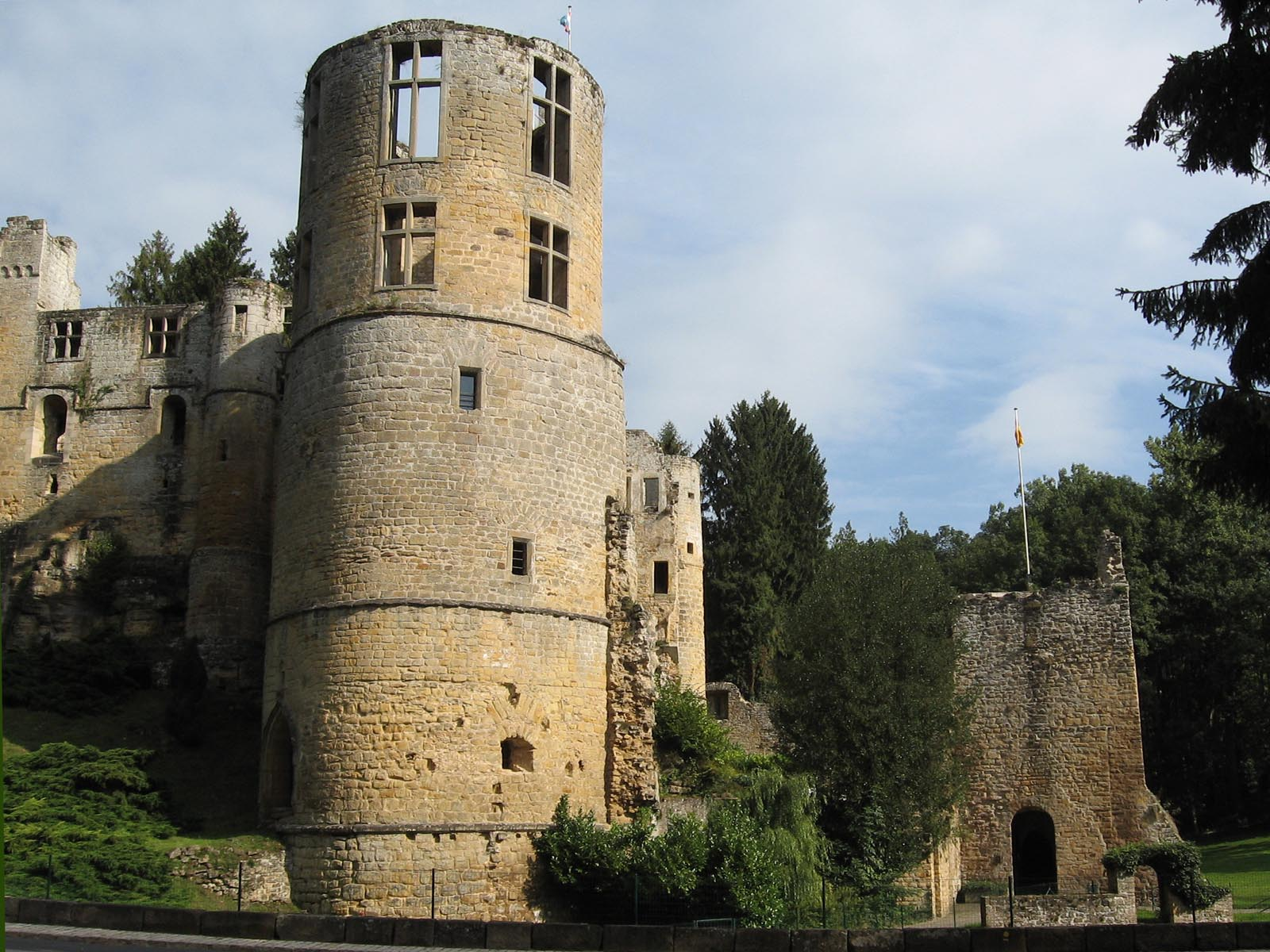
Castell de Beaufort

### Esglésies
Luxemburg també té un nombre d'esglésies d'interès arquitectònic. L'Abadia d'Echternach (700) és el monestir més antic anglosaxó a l'Europa continental. Després que els edificis originals s'havien incendiat el 1017, una nova abadia va ser construïda. L'església va ser originàriament d'arquitectura romànica, però hi ha addicions d'arquitectura gòtica dels segles XIV i XVI. Els orígens de l'església de Sant Llorenç a Diekirch es remunten al segle vi, però l'edifici actual consta d'una torre romànica del segle xii i l'església gòtica del segle xv.

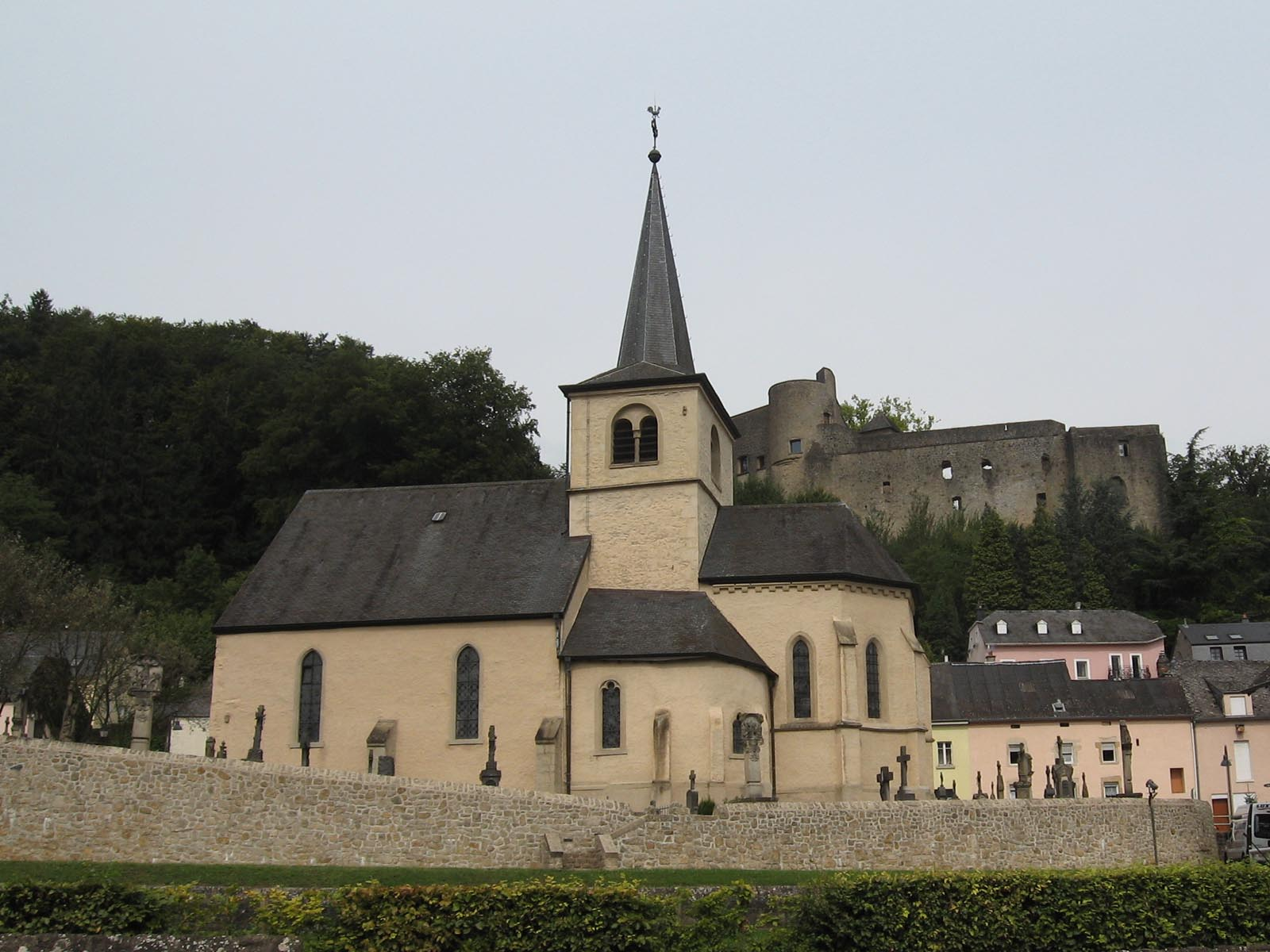
Església de Septfontaines
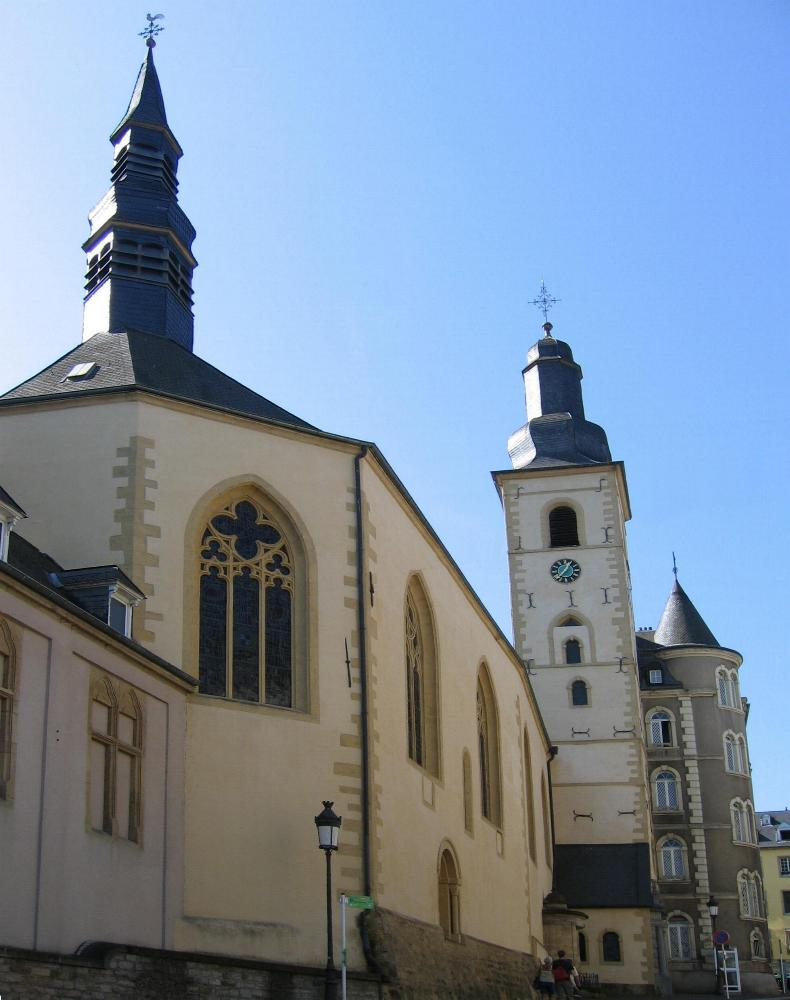
Església de Sant Miquel a Ciutat de Luxemburg
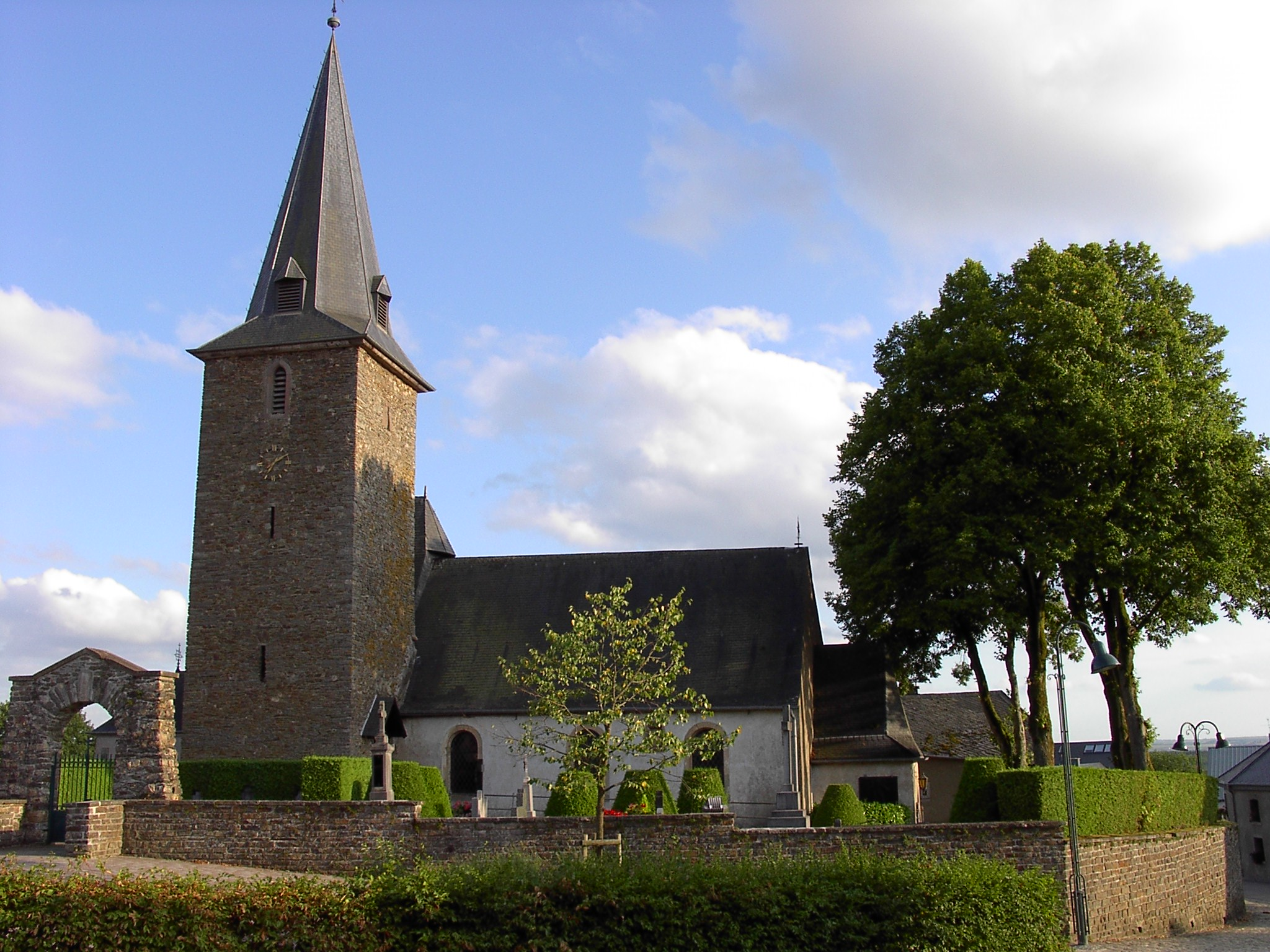
Església de Munshausen

## Ponts
La Ciutat de Luxemburg té diversos ponts distintius. El Pont Adolphe, que connecta el centre de la ciutat vella o Ville Haute al més recent districte sud de Gare, va ser acabat per l'arquitecte francès Paul Séjourné el 1902. El pont consta d'un gran arc central flanquejat per arcs més petits a cada costat. Amb una envergadura de 84,55 metres, l'arc central era el més gran del seu dia. El pont s'està ampliant actualment per donar cabuda a una nova línia de tramvia.
La Passerelle, dissenyada per Edouard Grenier i Auguste Letellier, es va completar el 1861. El pont és de 290 metres de llarg, amb 24 arcs, i s'eleva 45 metres per damunt del riu Pétrusse. Es connecta el centre de la ciutat amb l'estació de tren cap al sud.
El Pont Gran Duquessa Charlotte, acabat el 1965, va ser dissenyat per l'arquitecte alemany Egon Jux. Porta el trànsit rodat en tres carrils per sentit, i connecta el centre de la ciutat amb les Institucions europees i el districte financer del barri de Kirchberg.

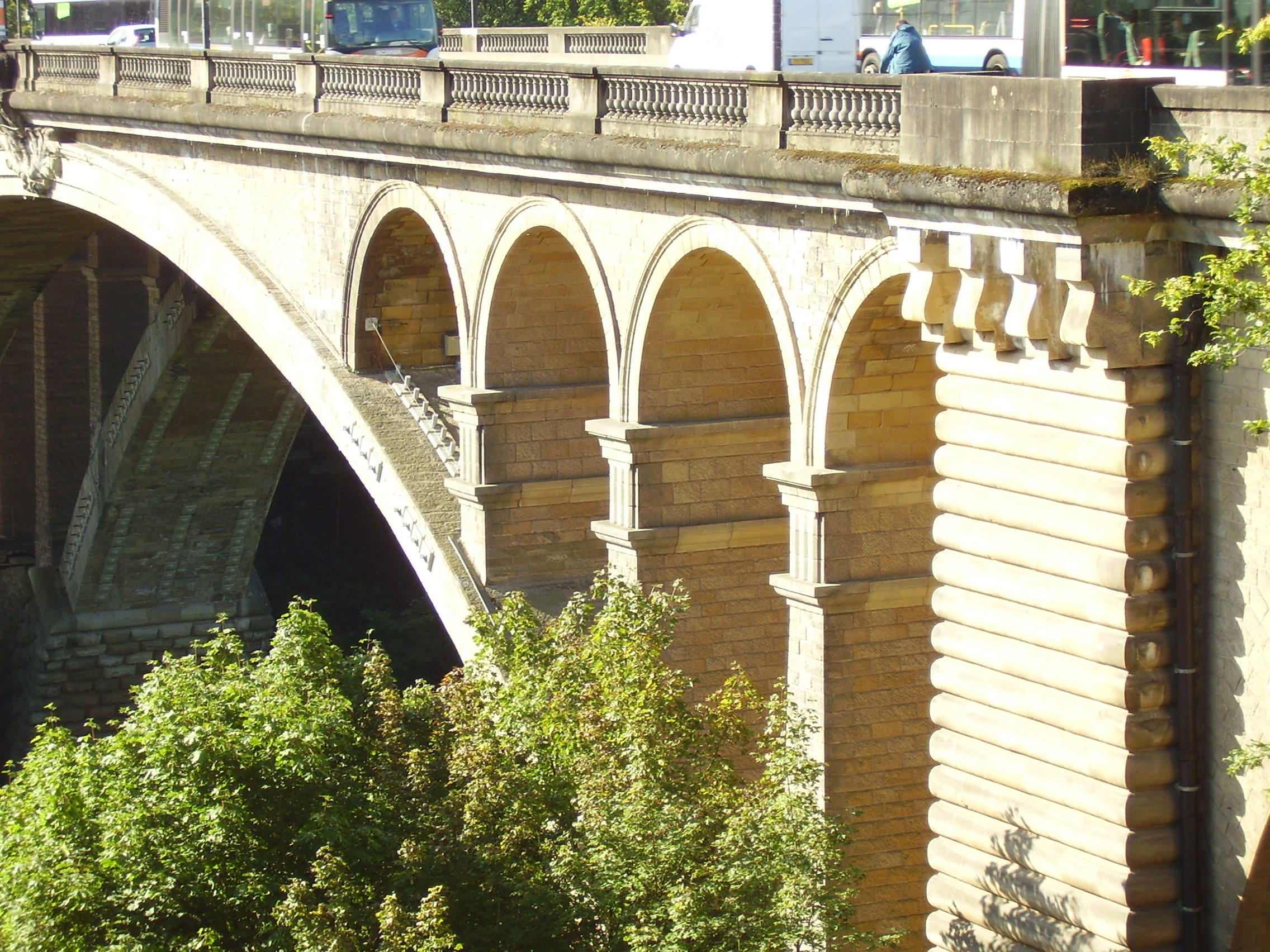
Arcs del Pont Adolphe
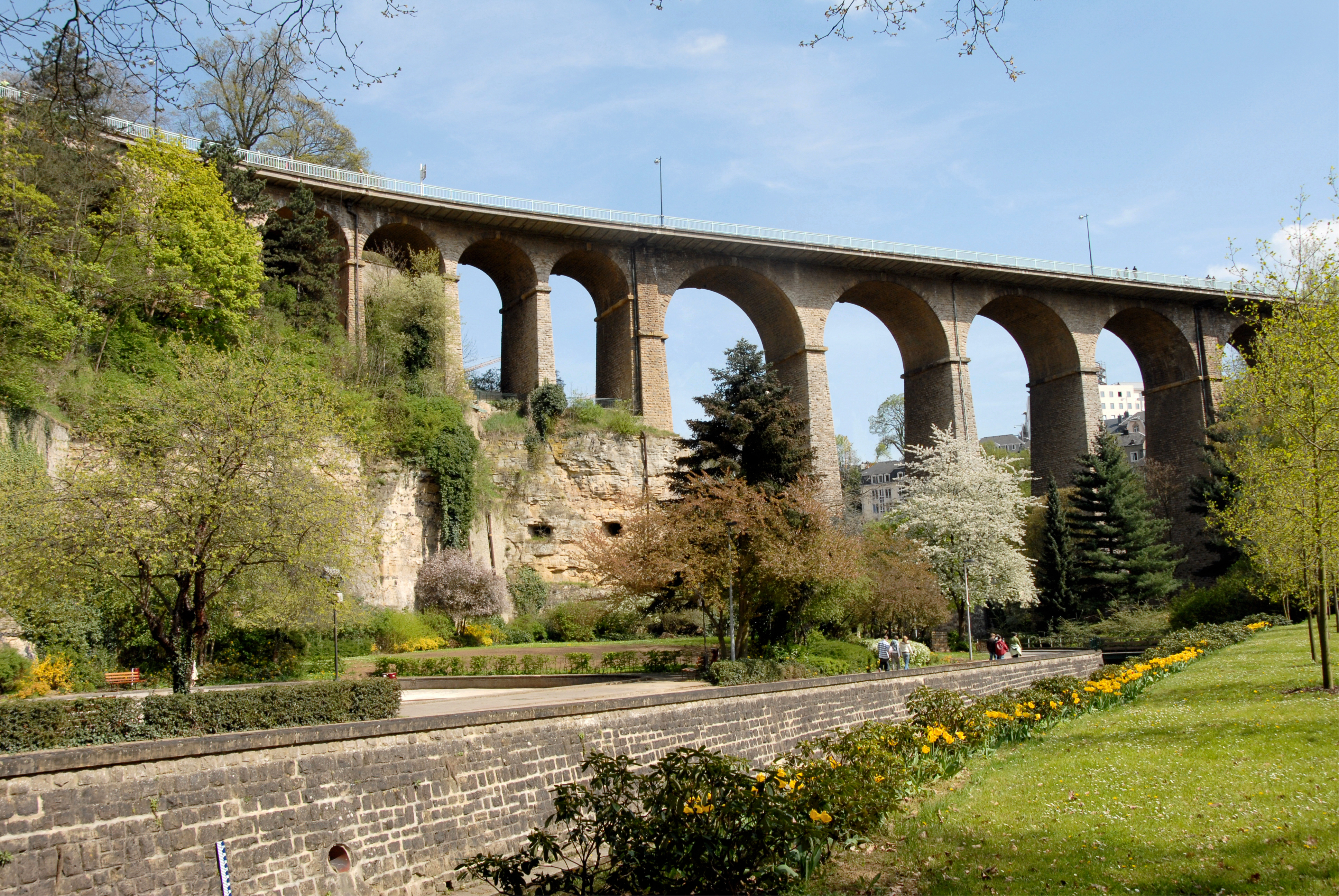
Passerelle (1861)
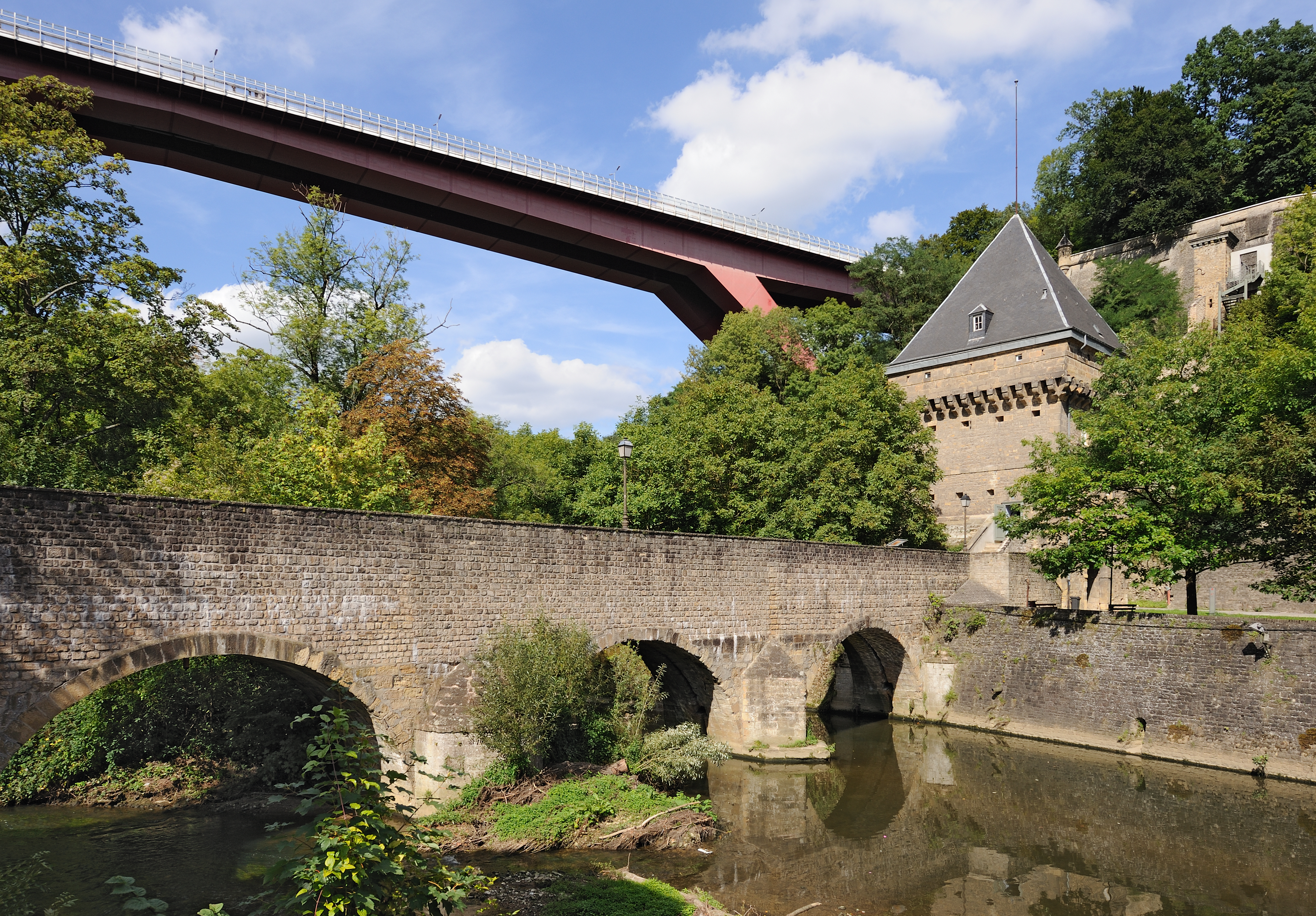
Pont Gran Duquessa Charlotte sobre del Béinchen

## Altres edificis
Hi ha d'altres edificis d'interès arquitectònic a la ciutat de Luxemburg.
- El Palau Gran Ducal, va ser construït originàriament com a ajuntament de Luxemburg el 1573. pel governador Conde Pierre Ernest de Mansfeld, que probablement va estar involucrat en el disseny. Després de greus danys durant el setge de Sébastien Le Prestre de Vauban, es van efectuar importants reparacions en la primera meitat del segle xviii.[10]
- El Fort Thüngen situat al costat del Museu d'Art Modern Gran Duc Joan va ser construït per l'enginyer austríac Simon de Beauffe el 1733. Va ser ampliat pels prussians el 1837 i el 1860. Va ser destruït el 1874.[11] Actualment es troba restaurat.
- L'Abadia de Neumünster al barri de grund de Ciutat de Luxemburg va ser construïda pels monjos benedictins el 1688 i ampliat el 1720. Ara ha estat completament restaurat i està obert al públic.[12]
- El Cercle Municipal a la Plaça d'Armes al centre de la ciutat de Luxemburg va ser construït a començaments del segle XX com un centre administratiu amb sales de recepció. Ara s'utilitza per a la celebració de concerts i d'altres esdeveniments culturals.[13]
- La Banque et Caisse d'Épargne de l'État, la seu de la Caixa d'Estalvis de Luxemburg, va ser construït en el centre de la ciutat de Luxemburg a la plaça de Metz el 1909. L'arquitecte de l'edifici va ser el luxemburguès Jean-Pierre Koenig.[14]

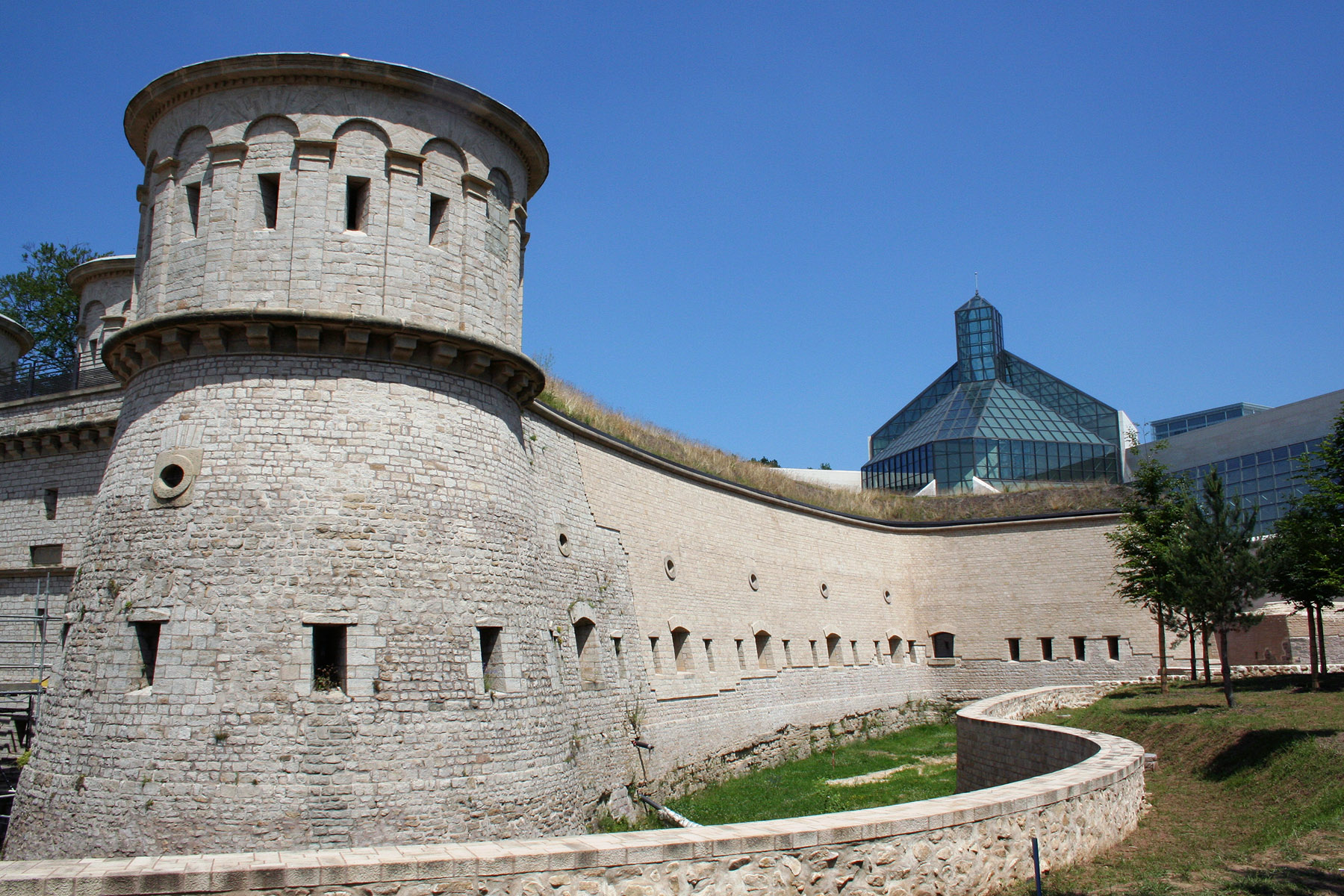
Fort Thüngen (1733)
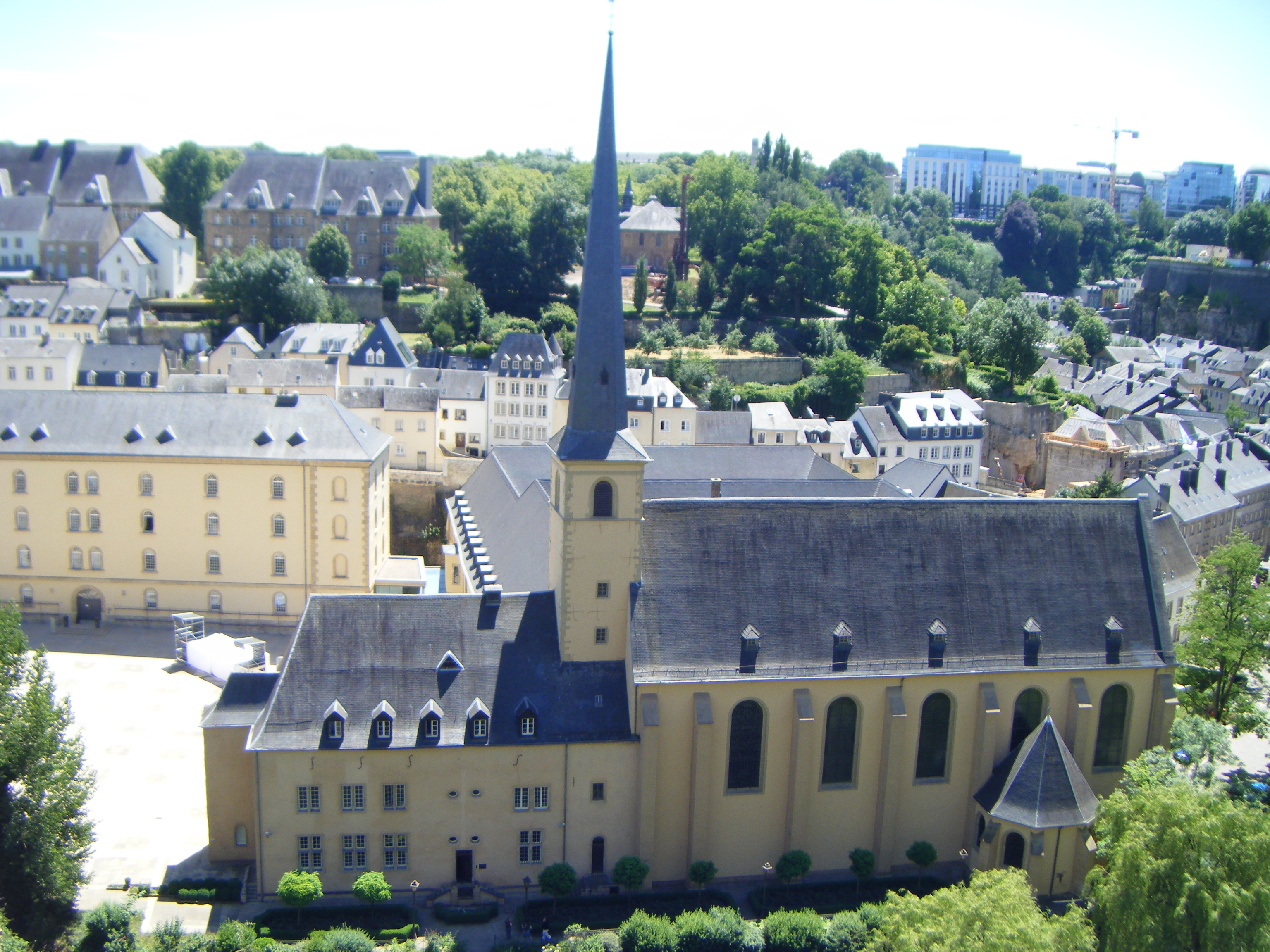
Abadia de Neumünster (1688)
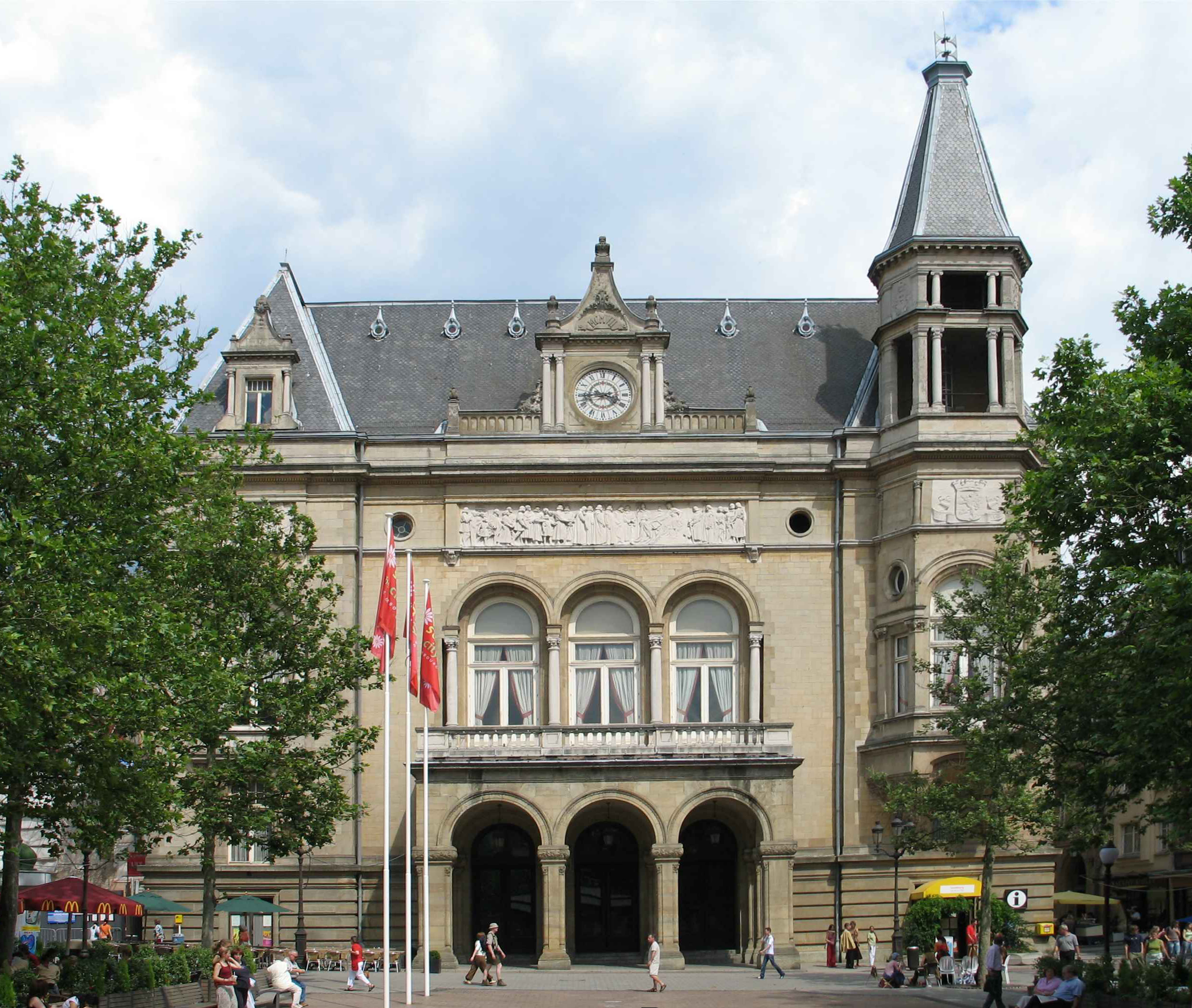
Cercle Municipal (1906)
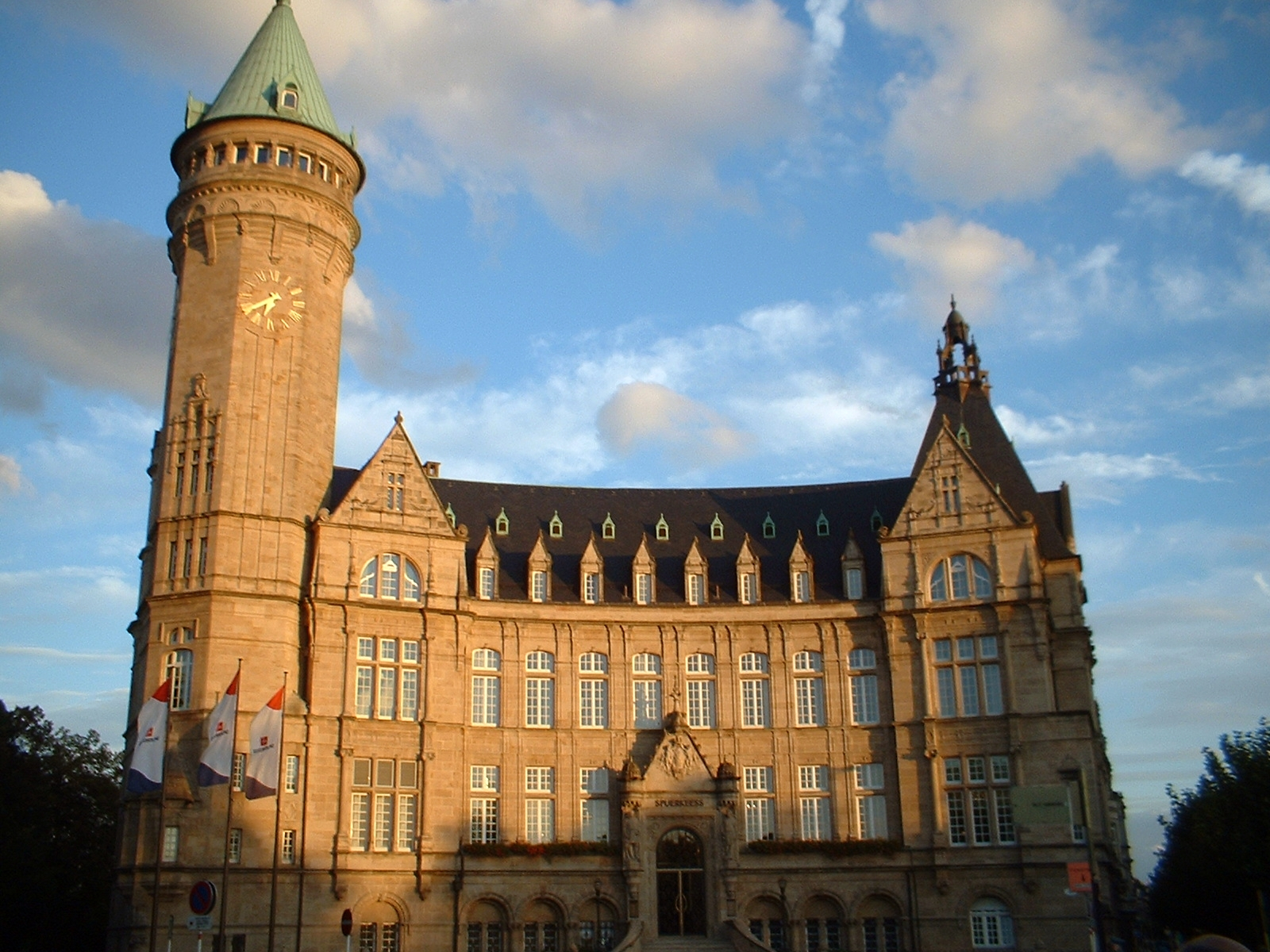
Banque et Caisse d'Épargne de l'État (1909)

## Edificis contemporanis
La dècada de 1990 es va caracteritzar per una progressiva internacionalització de l'escena artística de Luxemburg, marcada per la designació de la ciutat de Luxemburg com Patrimoni de la Humanitat el 1994 i Capital Europea de la Cultura el 1995. Aquest procés es va posar en manifest en el debat arquitectònic de tot el disseny del nou Museu Nacional d'Història i d'Art de Luxemburg per Christian Bauer et Associés, inaugurat el 2002. Concursos internacionals de disseny van contribuir a aquest procés, que va atreure arquitectes notables com Dominique Perrault, guanyador del concurs de 1996 per a una important ampliació del Tribunal de Justícia de la Unió Europea i Bolles + Wilson, guanyadors del concurs de disseny 2003 per la Biblioteca Nacional de Luxemburg.
N'hi ha diversos altres exemples de l'arquitectura moderna a Luxemburg. Aquestes inclouen: 
- El Museu d'Art Modern Gran Duc Joan (2006) dissenyat per l'arquitecte xino-americà Ieoh Ming Pei que va ser responsable de la famosa piràmide de vidre com a part de la seva renovació del Louvre.[15]
- La sala de concerts Filharmònica de Luxemburg (2005) dissenyat per Christian de Portzamparc. Situada al barri de Kirchberg, la Filharmònica consta d'un peristil amb 827 columnes fent l'efecte d'un penya-segat.[19]
- El nou edifici del Banc Europeu d'Inversions (2008) dissenyat per Christoph Ingenhoven d'Ingenhoven Arquitectes, Düsseldorf.[20]
- El Centre Nacional d'Esport i Cultura, conegut comunament com el Coque, per la seva aparença de petxina. Dissenyat per l'arquitecte francès Roger Taillibert, que es va completar el 2001.[21][22]